# Harry Peacock (Schauspieler)
Harry Lemuel Xavier Peacock (* 1978 in London, England) ist ein britischer Schauspieler, Synchronsprecher und Komiker.

## Leben
Peacock wurde 1978 in London geboren. Er ist der Sohn des Schauspielers und Songwriters Trevor Peacock (1931–2021) und der Schauspielerin Tilly Tremayne. Der Schauspieler Daniel Peacock ist sein Halbbruder. Seit 2009 ist er mit der Schauspielerin Katherine Parkinson verheiratet.
Seit Anfang der 1990er Jahre tritt Peacock regelmäßig in Film- und Serienproduktionen in Erscheinung. 1999 stellte er in acht Episoden der Fernsehserie Days Like These die Rolle des Dylan Jones dar. Er wirkte unter anderen als Episodendarsteller in Fernsehserien wie Band of Brothers – Wir waren wie Brüder, My Family, Inspector Barnaby, Doctor Who oder Hautnah – Die Methode Hill mit. 2004 stellte er im Fernsehfilm Judas und Jesus die Rolle des Apostels Johannes dar. 2010 war er als Nebendarsteller in Gullivers Reisen – Da kommt was Großes auf uns zu zu sehen. Größere Serienrollen übernahm er in Porridge sowie High & Dry. Seit 2023 verkörpert er in der Fernsehserie Changing Ends die Rolle des Nigel Hudson.

## Filmografie (Auswahl)

### Schauspiel
- 1992: The Life and Times of Henry Pratt (Miniserie, Episode 1x02)
- 1993–2001: The Bill (Fernsehserie, 3 Episoden, verschiedene Rollen)
- 1996: No Bananas (Miniserie, Episode 1x08)
- 1997: Caught in the Act
- 1997: Pie in the Sky (Fernsehserie, Episode 5x06)
- 1997: Paul Merton in Galton and Simpson's... (Fernsehserie, Episode 2x01)
- 1998: I Just Want to Kiss You (Kurzfilm)
- 1999: Days Like These (Fernsehserie, Episode 8 Episoden)
- 1999: Roger Roger (Fernsehserie, Episode 2x05)
- 1999: Harry and Cosh (Fernsehserie)
- 2000: Jonathan Creek (Fernsehserie, Episode 3x06)
- 2001: Quatermain – Der Schatz der Könige (High Adventure)
- 2001: Station Jim (Fernsehfilm)
- 2001: Band of Brothers – Wir waren wie Brüder (Band of Brothers, Miniserie, Episode 1x01)
- 2002: My Family (Fernsehserie, Episode 3x14)
- 2002: Cavegirl (Fernsehserie, Episode 1x17)
- 2003: Keen Eddie (Fernsehserie, Episode 1x02)
- 2003: Indian Dream (Fernsehfilm)
- 2004: Judas und Jesus (Judas, Fernsehfilm)
- 2004: The Banker (Kurzfilm)
- 2006–2008: Star Stories (Fernsehserie, 15 Episoden, verschiedene Rollen)
- 2007: Kingdom (Fernsehserie, Episode 1x03)
- 2008: Inspector Barnaby (Midsomer Murders, Fernsehserie, Episode 11x03)
- 2008: Doctor Who (Fernsehserie, 2 Episoden)
- 2008: Hautnah – Die Methode Hill (Wire in the Blood, Fernsehserie, 2 Episoden)
- 2010: Hounded (Fernsehserie, Episode 1x08)
- 2010: Gullivers Reisen – Da kommt was Großes auf uns zu (Gulliver’s Travels)
- 2012: Grandma’s House (Fernsehserie, Episode 2x03)
- 2012–2014: Bad Education (Fernsehserie, 2 Episoden)
- 2012–2020: Toast of London (Fernsehserie, 15 Episoden)
- 2013: Walk on the Wild Side (Fernsehserie, Episode 3x03)
- 2013: Dracula (Fernsehserie, Episode 1x07)
- 2014: New Tricks – Die Krimispezialisten (New Tricks, Fernsehserie, Episode 11x01)
- 2015: Up the Women (Fernsehserie, Episode 2x04)
- 2015: Am grünen Rand der Welt (Far from the Madding Crowd)
- 2015: Murder in Successville (Fernsehserie, Episode 1x01)
- 2015: Comedy Blaps (Miniserie, Episode 5x07)
- 2015: The Kennedys (Fernsehserie, 6 Episoden)
- 2015: We’re Doomed! The Dad’s Army Story (Fernsehfilm)
- 2015–2016: Drunk History: UK (Fernsehserie, 4 Episoden, verschiedene Rollen)
- 2016: The Living and the Dead (Fernsehserie, 2 Episoden)
- 2017: Carters Get Rich (Fernsehserie, Episode 1x06)
- 2017: Summer Comedy Shorts (Miniserie, Episode 1x05)
- 2017: The Windsors (Fernsehserie, Episode 2x04)
- 2017: Porridge (Fernsehserie, 3 Episoden)
- 2018: High & Dry (Fernsehserie, 6 Episoden)
- 2021: Please Help (Fernsehserie, Episode 1x01)
- 2022: Toast of Tinseltown (Fernsehserie, 2 Episoden)
- 2022: The Emily Atack Show (Fernsehserie, Episode 3x06)
- seit 2023: Changing Ends (Fernsehserie)

### Synchronsprecher
- 2005: Valiant (Animationsfilm)